# Чёрная Ламба
Чёрная Ла́мба (карел. Konoi) — деревня в составе Ведлозерского сельского поселения Пряжинского национального района Республики Карелия.

## Общие сведения
Расположена в окружении малых лесных озёр-ламб.

## Население
| 2002 | 2010 | 2013 |
| ---- | ---- | ---- |
| 15   | →15  | ↘14  |